# Hisashige Tanaka

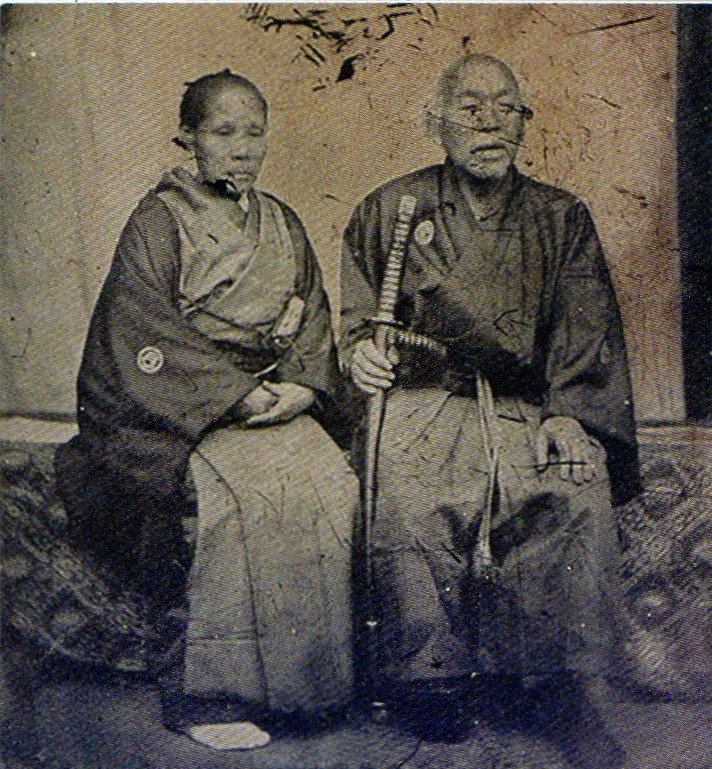
Hisashige Tanaka z żoną (ok. 1870)

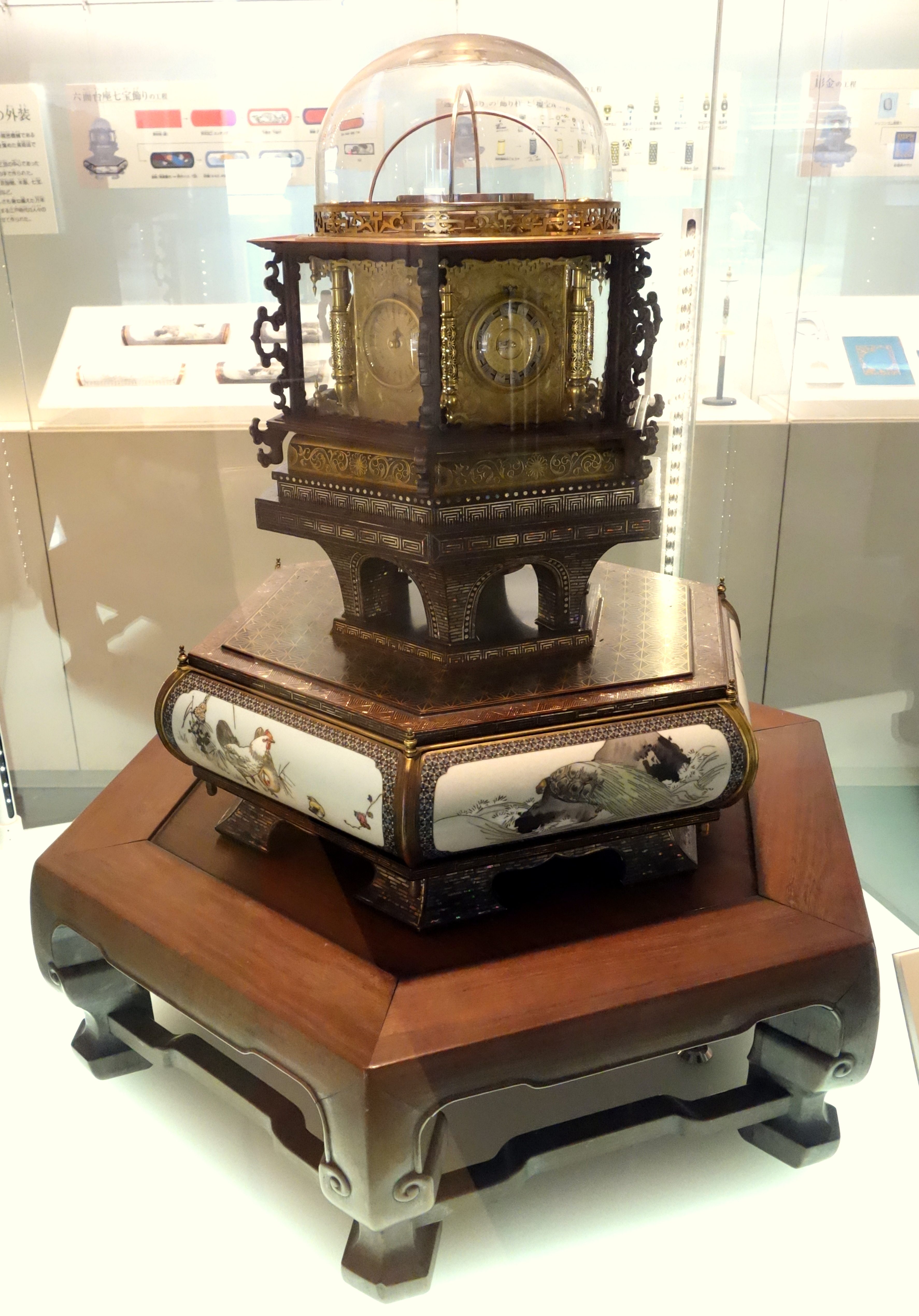
Wieczny zegar (mannen-jimeishō)

Hisashige Tanaka (jap. 田中 久重 Tanaka Hisashige; ur. 16 października 1799 r. w Kurume, w ówczesnej japońskiej prowincji Chikugo (ob. prefektura Fukuoka), na wyspie Kiusiu (Kyūshū), zm. 7 listopada 1881) – inżynier mechanik, wybitny wynalazca, ważna postać biznesu jako założyciel Shibaura Engineering Works, pierwszej prywatnej fabryki maszyn w Japonii i poprzednik jednego z największych w kraju producentów ciężkich maszyn elektrycznych (obecnie Toshiba Corporation). Przydomki: „Edison Orientu”, „Karakuri Giemon”.

## Życiorys
Hisashige Tanaka urodził się jako najstarszy syn rzemieślnika wykonującego przedmioty i ozdoby z szylkretu. W wieku dziewięciu lat zadziwił swoją rodzinę i innych, tworząc coś, co nazwał „etui na kamień do rozcierania tuszu z tajnym zamkiem” pozwalającym na otwarcie szufladki. Zabrał je do swojej szkoły przyświątynnej (terako-ya), ale nauczyciele i koledzy nie byli w stanie tego dokonać. Zdobył sobie w ten sposób szacunek, którego przedtem mu nie okazywano.
Gdy miał czternaście lat, od mieszkającej w pobliżu równie utalentowanej dziewczynki, otrzymał propozycję zbudowania krosna, na którym mogłaby tkać obrazkowe wzory na kurume-gasuri, rodzaju tkaniny, z której słynął ten region. Udoskonalił urządzenie dzięki własnej innowacyjnej technologii, przez co udało mu się wpleść wzory w tkaninę, która wcześniej zawierała tylko proste, cętkowane desenie.
Jego zapał tworzenia został podsycony lekturą „Karakuri-zui”, ilustrowanej antologii technik mechanicznych dla japońskich zegarów, lalek i zabawek, opublikowanej przez Hanzō Hosokawę w 1796 roku. Hisashige miał odziedziczyć rodzinny biznes jako najstarszy syn, ale poprosił ojca, aby zamiast tego przekazał go młodszemu bratu. W ten sposób nieobciążony, mógł poświęcić się swojej pasji.
W wieku dwudziestu jeden lat wystąpił na lokalnym festiwalu z mechanicznymi lalkami, które sam skonstruował. Ten pokaz technicznej magii wywołał poruszenie, które skłoniło go do podróży po całym kraju w charakterze wędrownego artysty. W końcu osiadł w Osace, aby sprzedawać swoje wynalazki, w tym niezwykle popularną lampę na olej rzepakowy, która wykorzystywała system zasilania sprężonym powietrzem, aby palić się wyjątkowo długo. Następnie wspiął się na kolejne wyżyny technologicznej pomysłowości tworząc mannen-jimeishō („wieczny zegar”), najlepszy tradycyjny zegar w japońskim stylu, jaki kiedykolwiek powstał.
W 1854 roku Hisashige został zaproszony przez klan Saga do pomocy przy budowie parowców i sprzętu telegraficznego. W 1873 roku przeniósł się do Tokio, aby opracować system telegraficzny na prośbę nowego rządu krajowego w nowej stolicy (restauracja Meiji). Praca Hisashige pomogła rządowi osiągnąć cele rozwoju gospodarczego dzięki ulepszeniom infrastruktury w sieci komunikacyjnej. Jego praca była zgodna z mądrym powiedzeniem: wakon-yōsai („japoński duch, zachodni talent”). Oznaczało to, że przy silnym zachowaniu „japońskiej duszy” dobre strony zachodniej nauki i technologii były dobrze przyjmowane i przyswajane. Można powiedzieć, że modernizacja Japonii po restauracji Meiji została osiągnięta właśnie dzięki „japońskiemu duchowi i zachodnim talentom”.
1875 roku założył Tanaka Seisakusho, fabrykę związaną z telegrafem, w dzielnicy Kyōbashi (ob. Ginza).

## Zegar wieczny
Wśród wielu wyszukanych wynalazków, które stworzył, jak m.in. mechaniczne lalki karakuri-ningyō, Tanaka produkował mistrzowskie zegary, w tym najsłynniejsze arcydzieło mannen-jimeishō (mannen-dokei, „wieczny zegar”).
Hisashige ukończył ten chronometr w 1851 roku. Oparł projekt na zaawansowanych technikach almanachu astronomicznego i zachodnich zegarów, ale wykonał go przy użyciu własnych technik w: metaloplastyce, grawerowaniu, emalii cloisonné i karakuri. Chronometr składa się z ponad 1000 części, z których większość wykonał ręcznie. Ten skomplikowany zegar może pracować przez rok na jednym uzwojeniu.
Poza podstawowymi funkcjami zegara zachodniego i zegara japońskiego, mannen-jimeishō wydaje dźwięk dzwonka alarmowego i wyświetla dni tygodnia, dwadzieścia cztery godziny dobowe, dwanaście znaków chińskiego zodiaku (daty w roku starego kalendarza), roczne ruchy Słońca i Księżyca widziane z Kioto. Wszystkie ruchome tarcze poruszają się dzięki sile sprężyny.
Zegar zajmuje szczególne miejsce w historii kraju, dlatego w 2004 roku podjęto projekt demontażu i renowacji zegara oraz zbudowania repliki. W skład zespołu weszli byli pracownicy Seiko Corporation, a także rzemieślnicy z Kioto. W 2005 roku ukończyli swoje zadanie, przywracając arcydzieło Hisashige do życia po 154 latach.
Japoński zegar jest wyposażony w mechanizm, który obsługuje sezonowy system czasu, rodzaj godziny, która zmienia długość zgodnie ze zmianami długości dnia i nocy w różnych porach roku, poprzez automatyczne przestawianie i resetowanie interwałów indeksu na tarczy zegara. Mechanizm ten umożliwia ruch posuwisto-zwrotny koła z dwoma pojedynczymi zębatkami zamocowanymi naprzemiennie do unikalnego układu mniejszych kółek w kształcie owadów.
Hisashige zapewnił dokładność zachodniego elementu zegara mannen-jimeishō za pomocą mechanizmu wychwytowego szwajcarskiego zegarka kieszonkowego zgodnie z oryginalnym projektem. W oparciu o ruch wychwytu mechanizm zazębiał się z segmentową tarczą i wskazówkami japońskiego zegara.
Wieczny zegar zepsuł się wkrótce po śmierci Hisashige i od tamtej pory nigdy nie był ponownie uruchamiany. W 2004 roku zegar został poddany przeglądowi w celu analizy i ponownie złożony w ramach narodowego projektu renowacji. Naukowcy przydzieleni do tego zadania odkryli skomplikowane mechanizmy, które Hisashige opracował samodzielnie, a także wskazówki ujawniające, że wykonał on prawie wszystkie części ręcznie bez użycia narzędzi mechanicznych, w tym koła i sprężyny.
Po ukończeniu zegara wiecznego Hisashige kontynuował produkcję wielu innych unikalnych zegarów, w tym: poduszkowego makura-dokei i bębnowego taiko-dokei.

## Wynalazki
Poza swoją podstawową pracą jako badacz, konstruktor i producent silników parowych i armat, rozwinął japońską technologię w innych dziedzinach, wynajdując różne maszyny przydatne w życiu codziennym. Hisashige Tanaka był jednym z nielicznych genialnych inżynierów mechaników, którzy stworzyli podwaliny Japonii jako technologicznego supermocarstwa.
Hisashige zbudował pierwsze w Japonii „mechaniczne lalki”, które poruszały się dzięki: ciśnieniu hydraulicznemu, grawitacji i ciśnieniu powietrza (pompy). Jego najbardziej znanymi arcydziełami były:
- „yumi-hiki dōji” – „chłopiec strzelający z łuku”;
- „moji-kaki ningyō” – „lalka pisząca znaki”, odkryta w Stanach Zjednoczonych w 1991 roku, sprowadzona do Japonii za kwotę równą ok. 33 mln PLN i odrestaurowana. Obecnie jest własnością Kuratorium Oświaty w Kurume. Automat potrafi napisać cztery znaki: kotobuki (寿 długowieczność, gratulacje), matsu (松 sosna, symbol długowieczności i wytrzymałości), take (竹 bambus, symbol żywotności, trwałości i elastyczności) i ume (梅 morela japońska, symbol odnowy, wytrwałości, czystości)[6][f].
- „dōji sakazuki-dai” – „stojak na czarkę sake w postaci chłopca”;

Gdy Hisashige skończył trzydzieści lat przeniósł się do Osaki. Stworzył tam kaichū-shokudai („przenośny, składany, kieszonkowy świecznik”) i mujin-tō („długo palącą się lampę”). Zainteresował się zachodnimi zegarami sprowadzanymi z Europy, zaczął studiować matematykę i zachodni almanach astronomiczny.
Wykorzystując swoją wiedzę astronoma i inżyniera wyprodukował w 1850 roku zegar shumi-sen-gi, który wyrażał buddyjską kosmologię opartą na astronomii geocentrycznej. Słońce i Księżyc obracały się wokół góry Shumi-sen (góra Sumeru, Meru) na tarczach zegara. Zbudował ten mechanizm, aby edukować społeczeństwo na temat kosmologii buddyjskiej i wzmocnić swoją religię przed napływem zachodniej teorii Mikołaja Kopernika (1473–1543).
Po przybyciu amerykańskiego komodora Matthew Perry’ego (1794–1858) i jego „czarnych statków” (kurofune) w 1853 roku, zainteresowania Hisashige zwróciły się ku technologiom obrony narodowej w celu zwiększenia siły militarnej Japonii. Zaczął tworzyć modele: parowca, lokomotywy parowej, pieca pogłosowego, działa Armstronga.

## Toshiba
Wczesna historia firmy Toshiba obejmuje dwa wątki:
- pierwszy to Tanaka Seizōsho (Tanaka Engineering Works), założona w 1882 r. i oparta na fabryce założonej przez Hisashige Tanakę w 1875 roku. Ostatecznie, pod nazwą Shibaura Seisakusho Co., Ltd. (Shibaura Engineering Works), firma stała się jednym z największych japońskich producentów ciężkiej aparatury elektrycznej;
- drugim była Hakunetsu-sha & Co., Ltd. założona jako pierwszy producent żarówek w Japonii. W późniejszym czasie firma rozwijała się jako producent produktów konsumenckich. W 1899 roku firma przekształciła się w Tōkyō Denki Co., Ltd. (Tokyo Electric Co.)[8].

W 1939 roku te dwie firmy, liderzy w swoich dziedzinach, połączyły się, stając się zintegrowanym producentem sprzętu elektrycznego, Tōkyō Shibaura Denki Co., Ltd. (Tokyo Shibaura Electric Co., Ltd.). Firma stała się powszechnie znana jako „Toshiba”. Od 1978 roku jest to jej oficjalna nazwa.

## Galeria

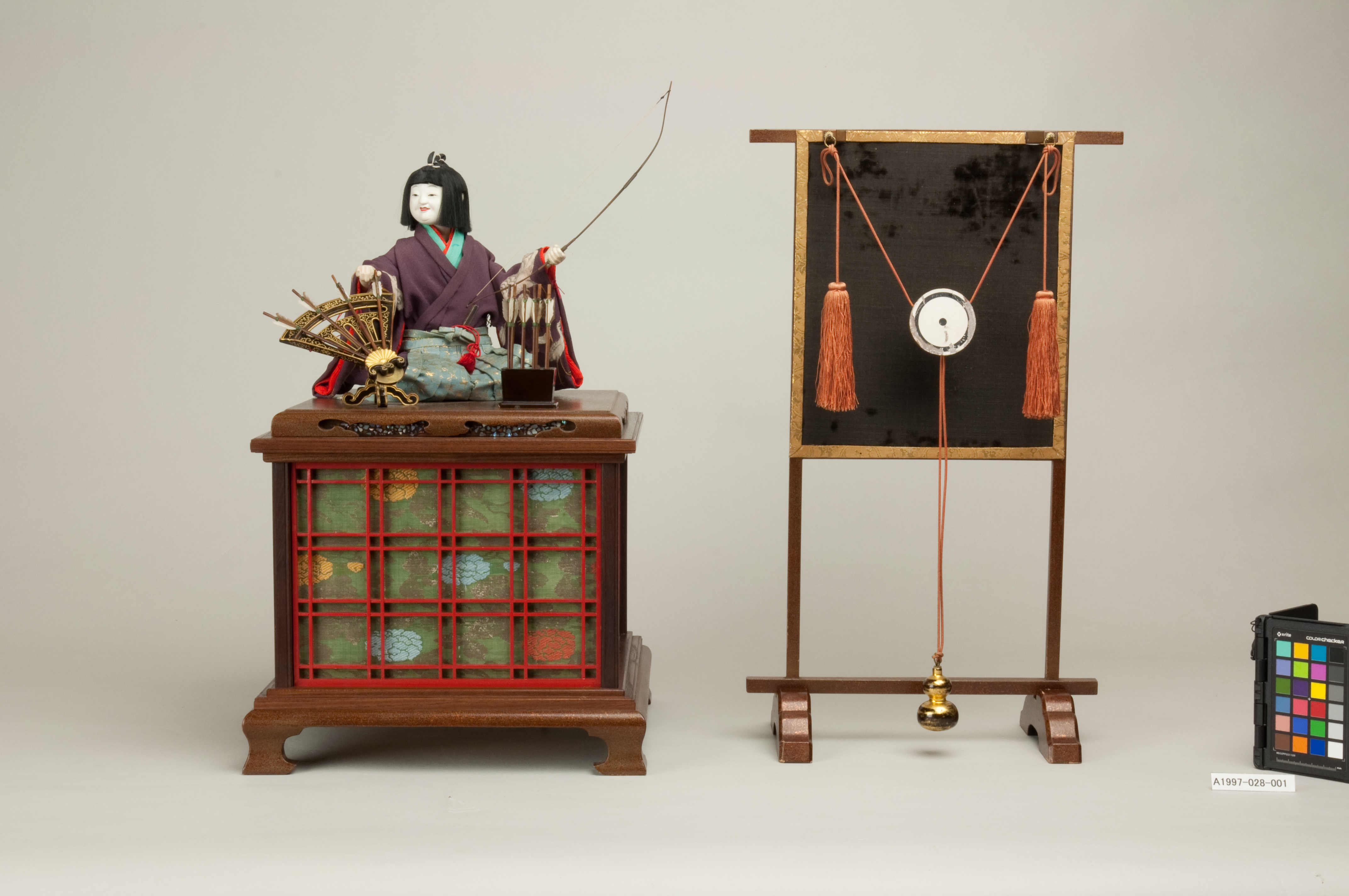
Chłopiec strzelający z łuku
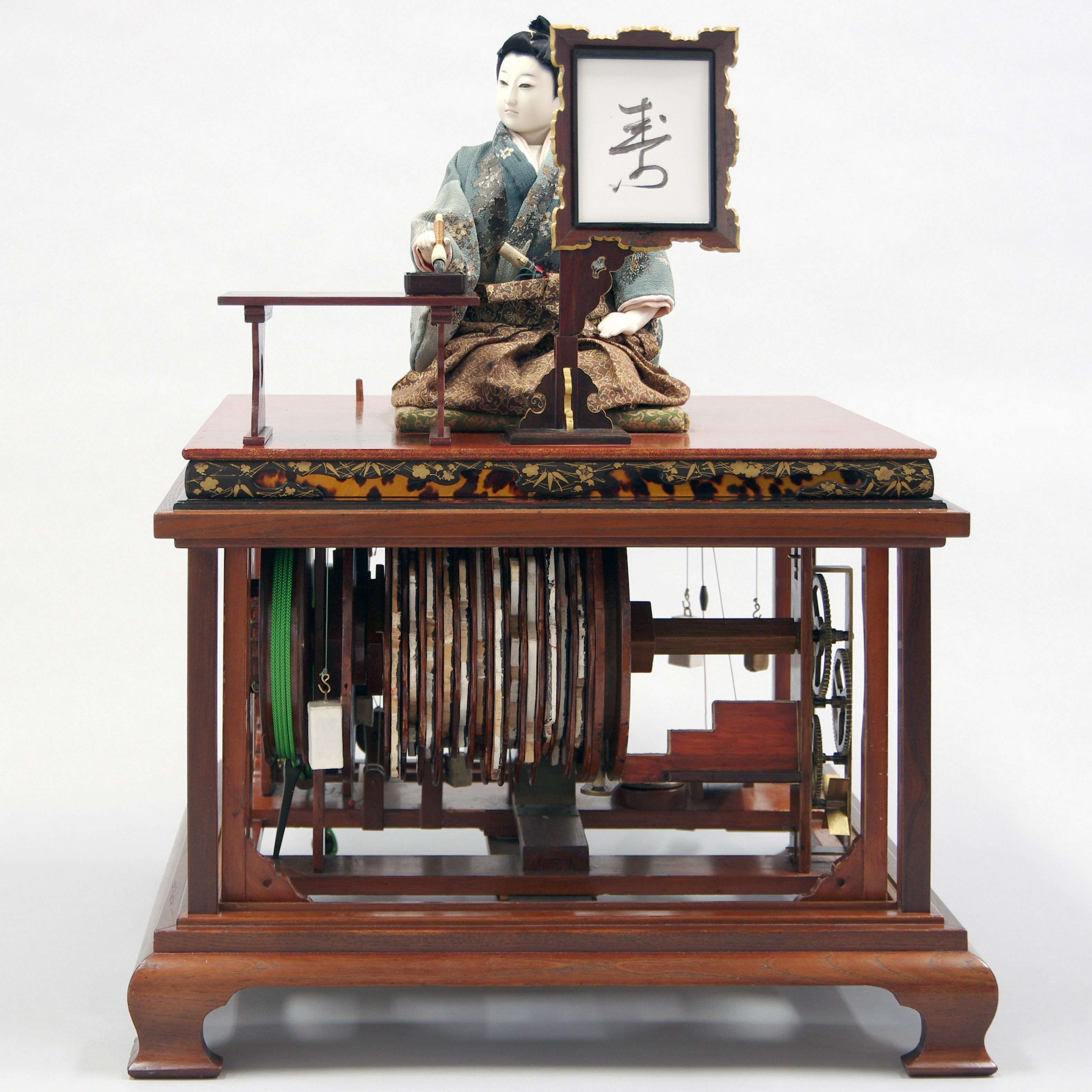
Lalka pisząca znaki (tu: znak kotobuki, długowieczność)
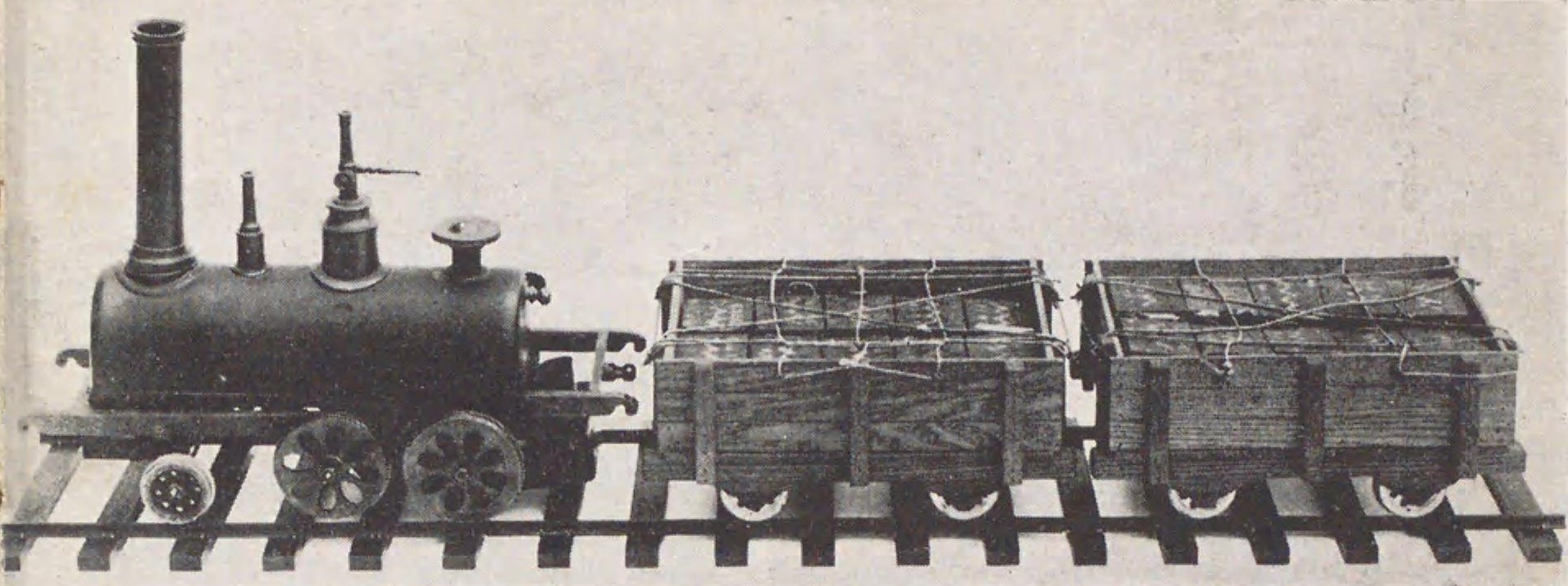
Model parowej lokomotywy
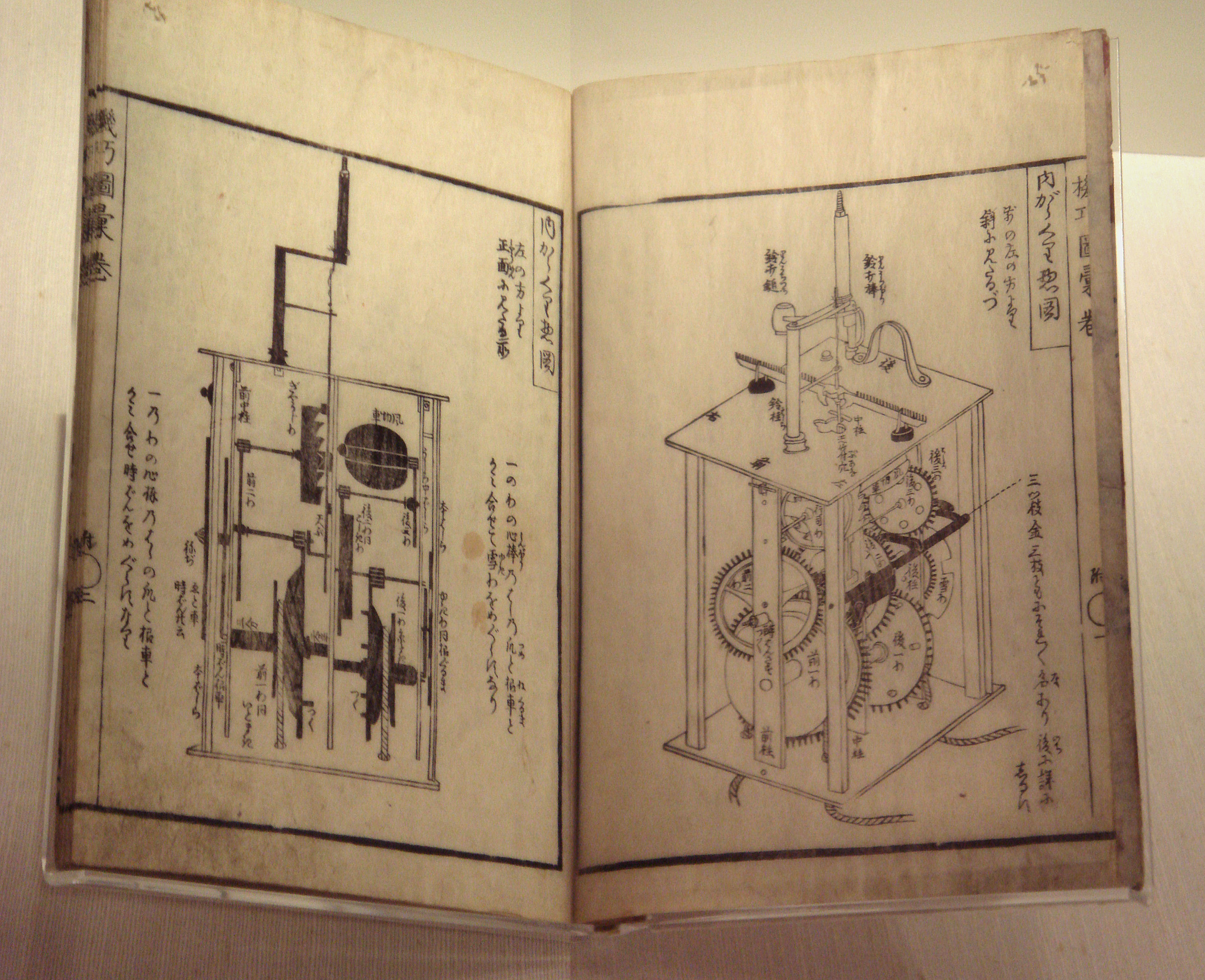
Hanzō Hosokawa, „Karakuri-zui” (1796)